# Anatole Kaletsky
Anatole Kaletsky, né le 1er juin 1952 à Moscou, est un journaliste et économiste vivant au Royaume-Uni. Il commence sa carrière en 1976 à The Economist, puis au Financial Times et passe 22 années en tant qu'éditorialiste pour The Times. En 2012, il rejoint Reuters et l'International Herald Tribune. Il est nommé « commentateur de l'année » par la BBC en 1996 et reçoit à deux reprises le titre de meilleur « écrivain spécialiste » lors des British Press Awards (en).
En 2001, il fonde Gavekal avec Charles Gave, une société de recherche et de conseil en gestion de portefeuille qui conseille plus de 800 institutions dans le monde, et gère des fonds pour le compte d’investisseurs institutionnels et privés pour un total d’environ 3,5 milliards de dollars. Il est nommé dans le conseil des gouverneurs de la Royal Economic Society en 1998.

## Biographie
Kaletsky est né en 1952 à Moscou et passe une partie de son enfance en Pologne et en Australie, avant d'aller vivre en Angleterre et aux États-Unis à partir de 1966. 
Il fait ses études à l'Université de Cambridge, où il obtient son diplôme de mathématiques avec les honneurs, ainsi qu'à l'Université de Harvard, où il obtient son master d'économie.
Il épouse Fiona Murphy, productrice de films documentaires, avec qui il a trois enfants. En 1976, il rejoint The Economist, avant d'être recruté par le Financial Times trois ans plus tard, où il travaille à divers postes dont celui de chef de bureau à Washington, ou celui de correspondant international à Moscou. Il travaille ensuite pour The Times dans les années 1990.
En 2012, Kaletsky collabore avec Reuters, qui lui ouvre un blog dans la section « Opinions ». Il y écrit environ une fois par semaine, et ses articles sont repris par le International Herald Tribune. 
Il est également nommé président de l’Institute for New Economic Thinking (INET), une fondation créée après la crise des subprimes, grâce à une donation de 200 millions de dollars par George Soros, Paul Volcker, William Janeway et Jim Balsillie, entre autres. 

### Idées et prises de positions
En 2010, Kaletsky suggère l'émergence d'une nouvelle forme de capitalisme, qu'il détaille dans son livre Capitalism 4.0: The Birth of a New Economy in the Aftermath of Crisis (2010). Dans ce livre, il explique que le capitalisme n'est pas « un ensemble statique d'institutions, mais un système évolutionnaire qui se réinvente et se revigore par les crises ».
En 2012, il défend à plusieurs reprises dans les colonnes de Reuters, l'idée d'un « assouplissement quantitatif pour le Peuple »,. Cette solution consisterait à substituer les politiques monétaires de rachat d'actifs financiers (quantitative easing) par des transferts directs d'argent vers les comptes bancaires des citoyens, à la manière d'un revenu de base. Cette solution, qu'il juge très facile à mettre en place, est selon lui en train de gagner du terrain.

## Ouvrages
- Anatole Kaletsky, Capitalism 4.0: The Birth of a New Economy in the Aftermath of Crisis, PublicAffairs, 2010 (ISBN 978-1586489625)